# Merrylu Casselly
Merrylu Casselly (1991) er en tysk cirkusartist, der bl.a. har optrådt mange år i Cirkus Arena.
I Danmark blev hun landskendt, da hun optrådte i TV-programmet Talent 2008.
I 2012 vandt Casselly sammen med sin familie Den Gyldne Klovn ved 36. Internationale Monte Carlo Cirkusfestival. I 2014 udkom en dansk dokumentarfilm om Cassellys tid i Cirkus Arena.
Hun blev i september 2014 forlovet med ungarske artist Joseph Richter Jr., som friede til hende under en optræden i manegen. De blev gift den 14. februar 2016 i Budapest.